# Bastion Oranje ('s-Hertogenbosch)

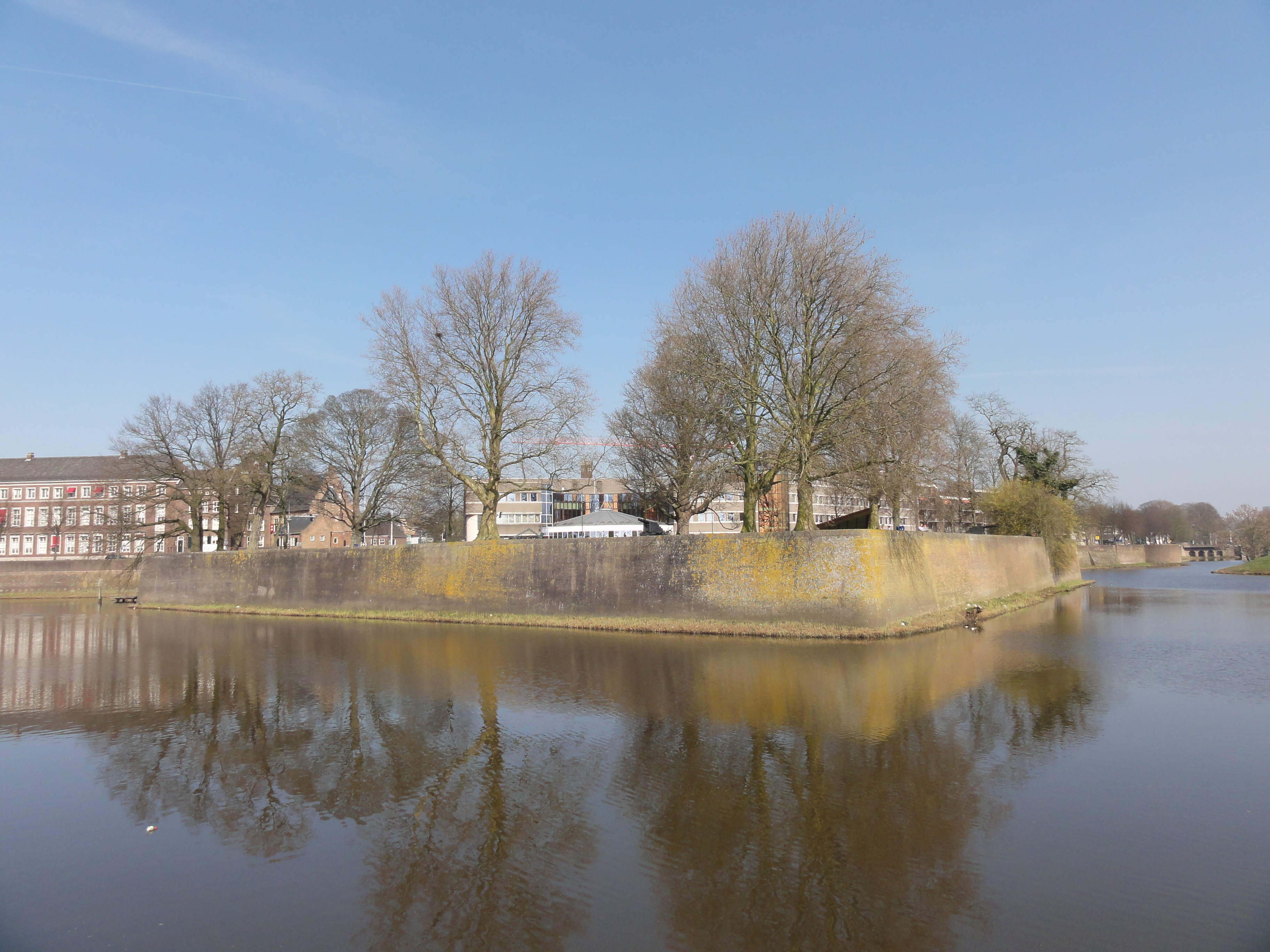
Bastion Oranje

Bastion Oranje is een verdedigingswerk aan de stadsmuren van 's-Hertogenbosch. De naam is te danken aan het gegeven, dat dit bastion gebouwd werd in opdracht van de Staatse overheid. Dit was in 1634.
Dit Bastion werd aan de omwalling toegevoegd, omdat de afstand tussen Bastion Vught en Bastion Baselaar te groot was. Bastion Vught lag bij de Vughterpoort, waar nu het Wilhelminaplein ligt. Bastion Baselaar lag aan de huidige Hekellaan, waar nu een parkeerterrein ligt. Bastion Oranje lag ongeveer halverwege en had een prima schootsveld op Het Bossche Broek.
Bastion Oranje werd tegen de wal en de restanten van de middeleeuwse stadmuur gebouwd. Een muurtoren werd uitgebouwd tot een hol bastion. Dit hield in, dat er binnen in het bastion een waterpartij was. Als ze er al doorheen kwamen, moesten ze nog het water overwinnen.
Het bastion verloor in 1874 de verdedigingsfunctie door de Vestingwet. De muren van het bastion hielden wel de waterkerende functie. Deze rol vervult het nu nog steeds.
In 2009 is op het op het bastion gesitueerde informatiecentrum 'Bastionder' geopend. Hier kan men meer te weten komen over de geschiedenis van de Bossche vestingwerken. Ook ligt hier het gerestaureerde kanon Boze Griet.

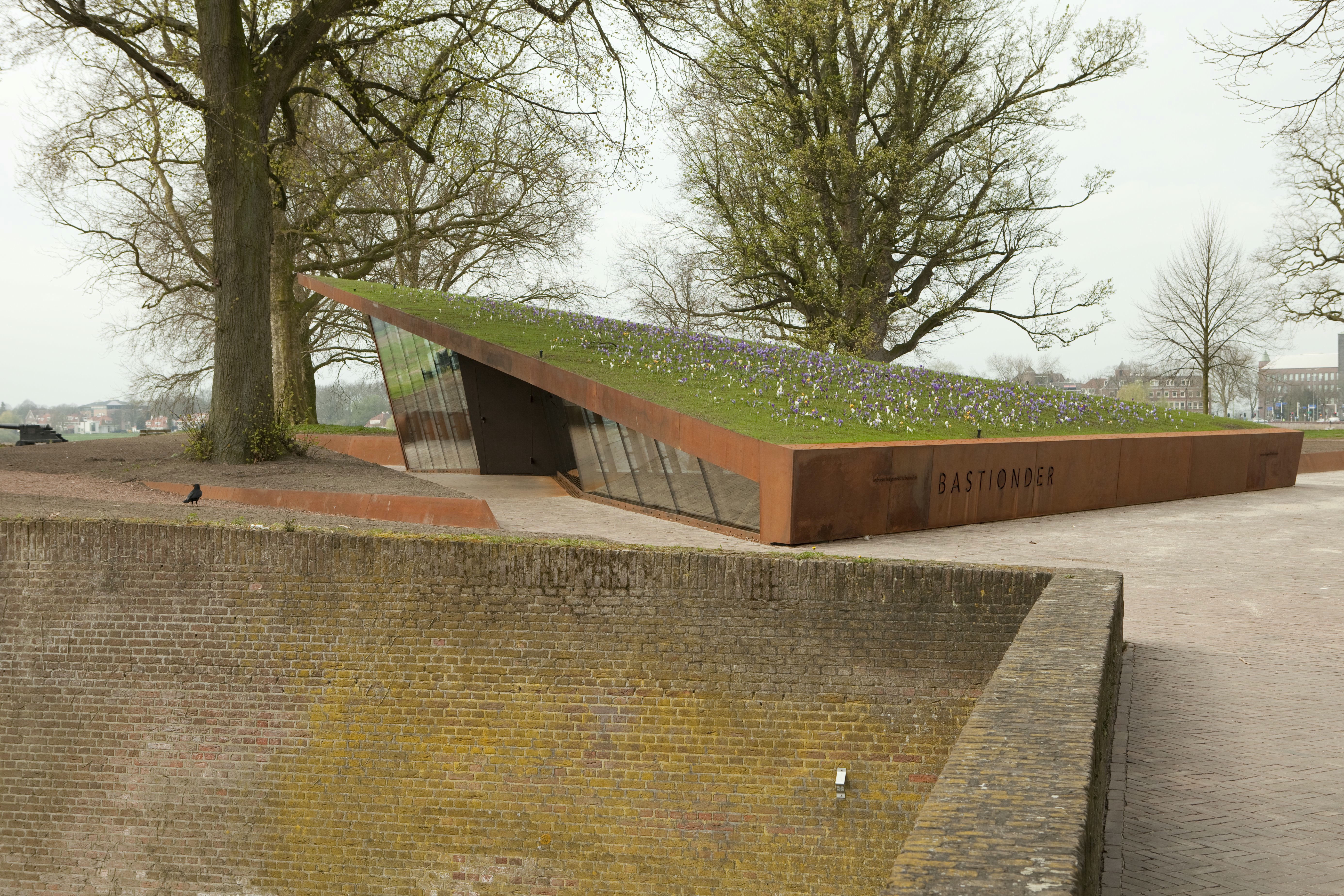
Bastionder

## Links
- Erfgoed 's-Hertogenbosch Bastionder